# Tasmanian Museum and Art Gallery

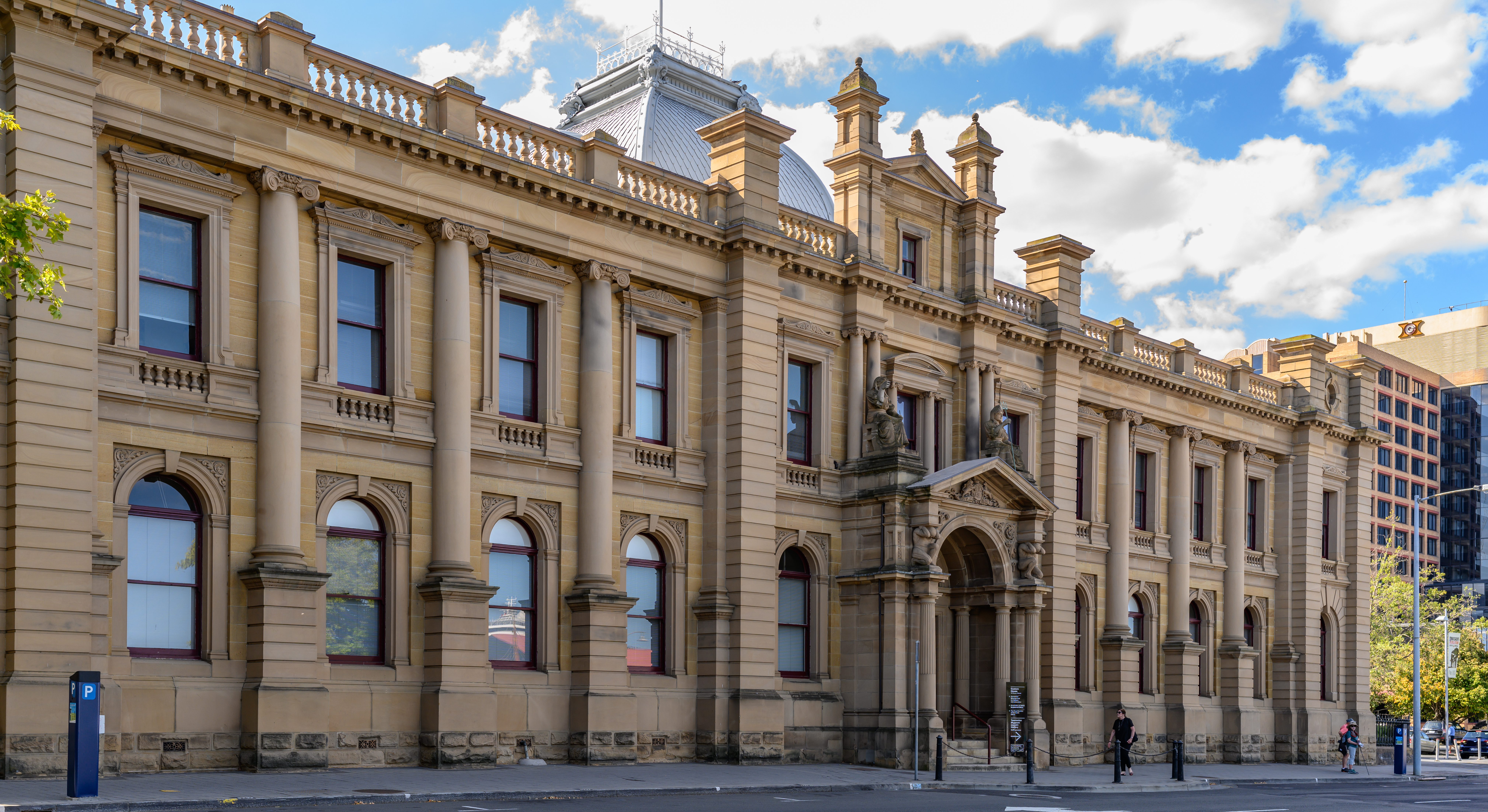
Fassade des Museums

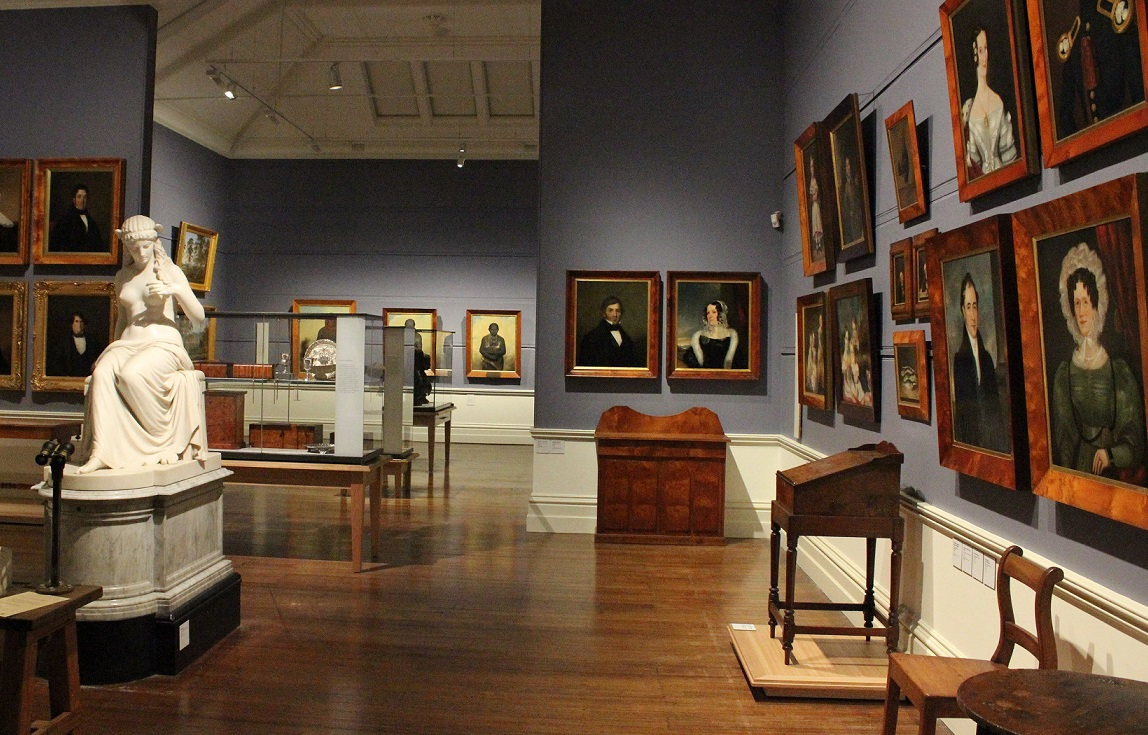
Die Henry Hunter-Galerie

Das Tasmanian Museum and Art Gallery (TMAG) ist die führende Institution für das Natur- und Kulturerbe Tasmaniens. Es vereint ein Museum, eine Kunstgalerie und ein Herbarium und bewahrt die physischen Zeugnisse der Natur- und Kulturgeschichte Tasmaniens sowie die kulturelle Identität der Tasmanier.

## Geschichte

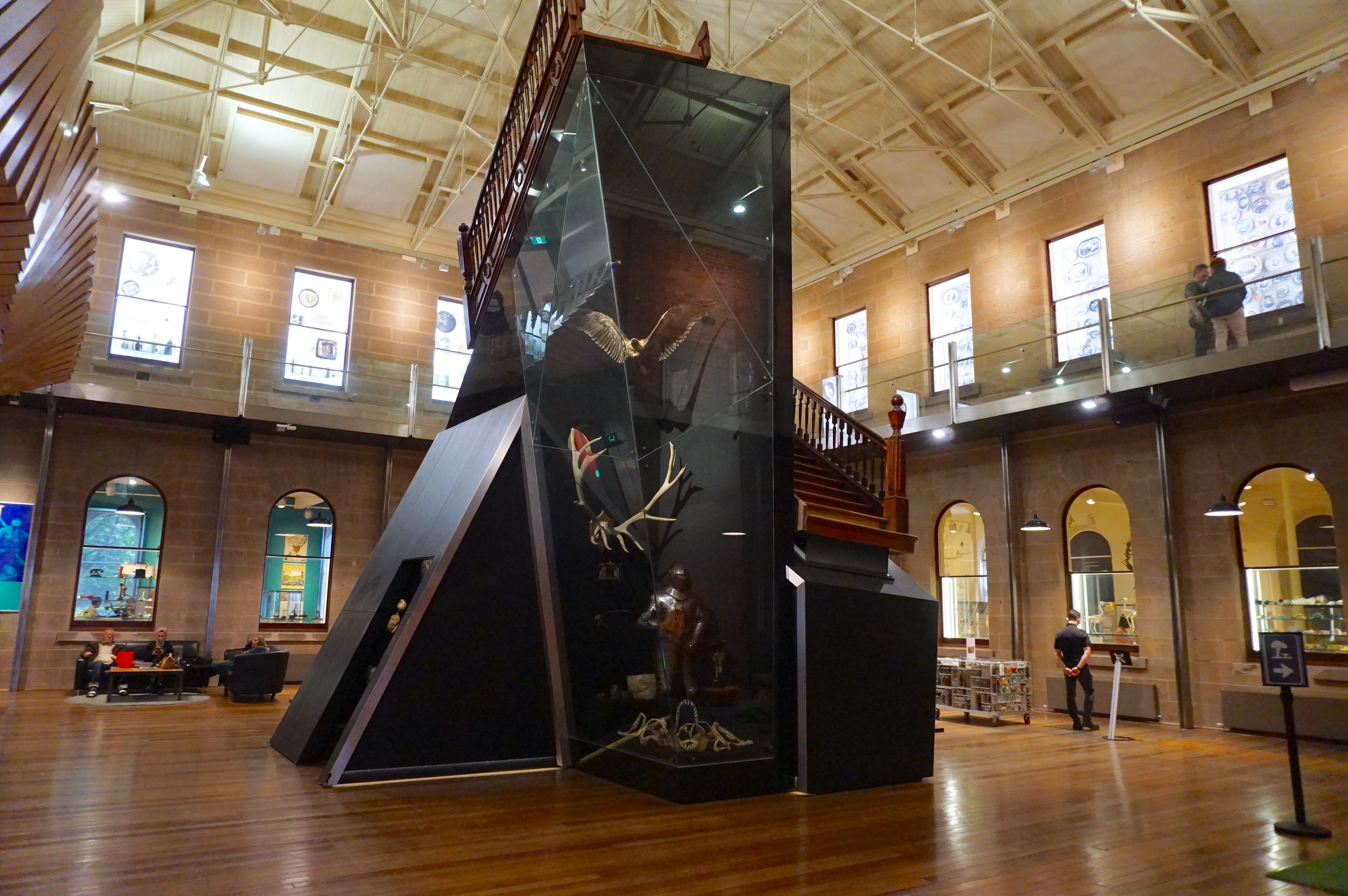
Ausstellungshalle

Das TMAG geht auf die Royal Society of Tasmania zurück, die 1843 gegründet wurde. Das Museum selbst wurde 1863 an der Ecke Argyle und Macquarie Street eröffnet und hat sich seitdem über einen ganzen Häuserblock ausgedehnt. Der Standort des TMAG ist einer der historisch bedeutsamsten Orte Australiens. Zu den Gebäuden gehören der Commissariat Store (1808–1810), das Private Secretary’s Cottage (vor 1815) und das Custom House (1902), das erste Bundesgebäude Tasmaniens. Diese Gebäude gehören zu den ältesten erhaltenen öffentlichen Gebäuden Tasmaniens.
Das TMAG verwaltet die staatlichen Sammlungen Tasmaniens, die fast 800.000 Objekte umfassen. Diese reichen von Fossilien bis hin zu bildender Kunst und spiegeln die Werte der tasmanischen Gesellschaft wider. Das TMAG ist an fünf Standorten in Hobart vertreten: dem Hauptmuseum mit Verwaltung, Sammlungen und Forschungseinrichtungen, dem Tasmanian Herbarium an der University of Tasmania, dem Markree House Museum and Garden und dem Narryna Heritage Museum.

## Sammlungen

### First Peoples Art and Culture

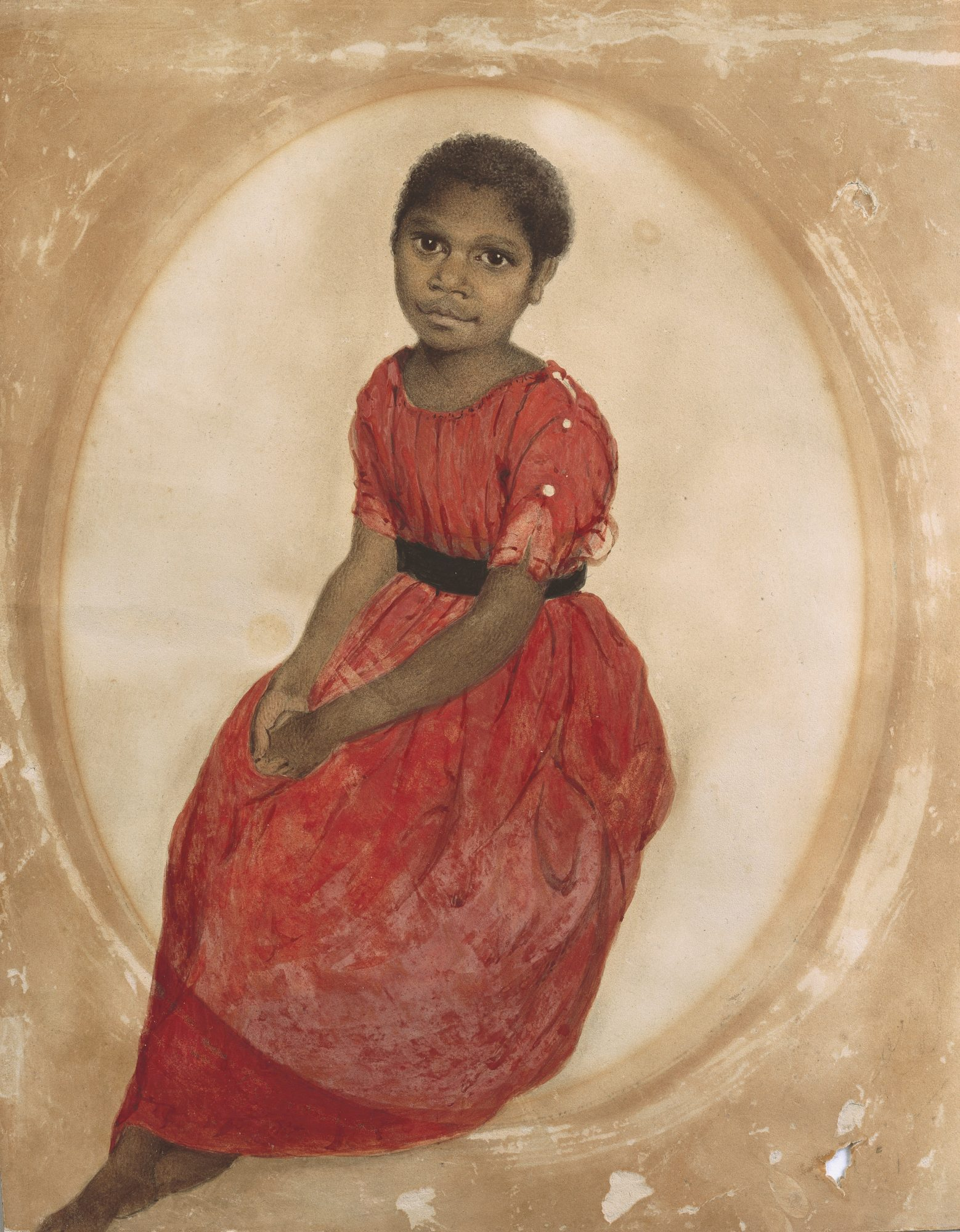
Thomas Bock: Mathinna (1835–1856), australische Ureinwohnerin aus Tasmanien, Aquarell, 1842

Die Abteilung für Kunst und Kultur der First Peoples Art and Culture (FPAC) ist verantwortlich für eine weltweite Sammlung indigener Objekte und Kunstwerke, die mehr als 12.000 Objekte umfasst. Die FPAC-Sammlung umfasst Objekte aus vielen Nationen Australiens, des Pazifiks, Asiens, Afrikas und Amerikas. Die pazifische Sammlung (der größte Teil) enthält hauptsächlich Objekte aus Melanesien: Papua-Neuguinea, den Salomonen, Vanuatu und Fidschi, aber auch aus anderen Gebieten wie Neuseeland, Samoa, Tonga, Niue und Kiribati. Das TMAG wurde 1885 eröffnet und geht zum Teil auf die Sammlungen der 1843 gegründeten Royal Society of Tasmania zurück. Bis zur Mitte des 19. Jahrhunderts waren unethische Sammlungspraktiken weit verbreitet. In dieser Zeit wurden menschliche Überreste der Aborigines zusammen mit Kulturgütern in die Sammlungen gebracht und gehandelt.
Von 1904 bis 1907 wurde das Skelett von Truganini (Lalla Rookh) – die lange als die letzte unvermischte Tasmanierin galt, und die zwei Jahre nach ihrer Beerdigung exhumiert und wissenschaftlichen Untersuchungen zugeführt worden war – im Tasmanian Museum ausgestellt.
Seit den 1970er Jahren hat das Museum ein Programm zur Rückführung von Überresten der Vorfahren sowie von geheimen und heiligen Materialien ins Leben gerufen. Im Jahr 2021 entschuldigte sich das TMAG offiziell bei den tasmanischen Aborigines für den „Schmerz, das Leid und das anhaltende Trauma“, das das Museum verursacht hat.

### Cultural Heritage

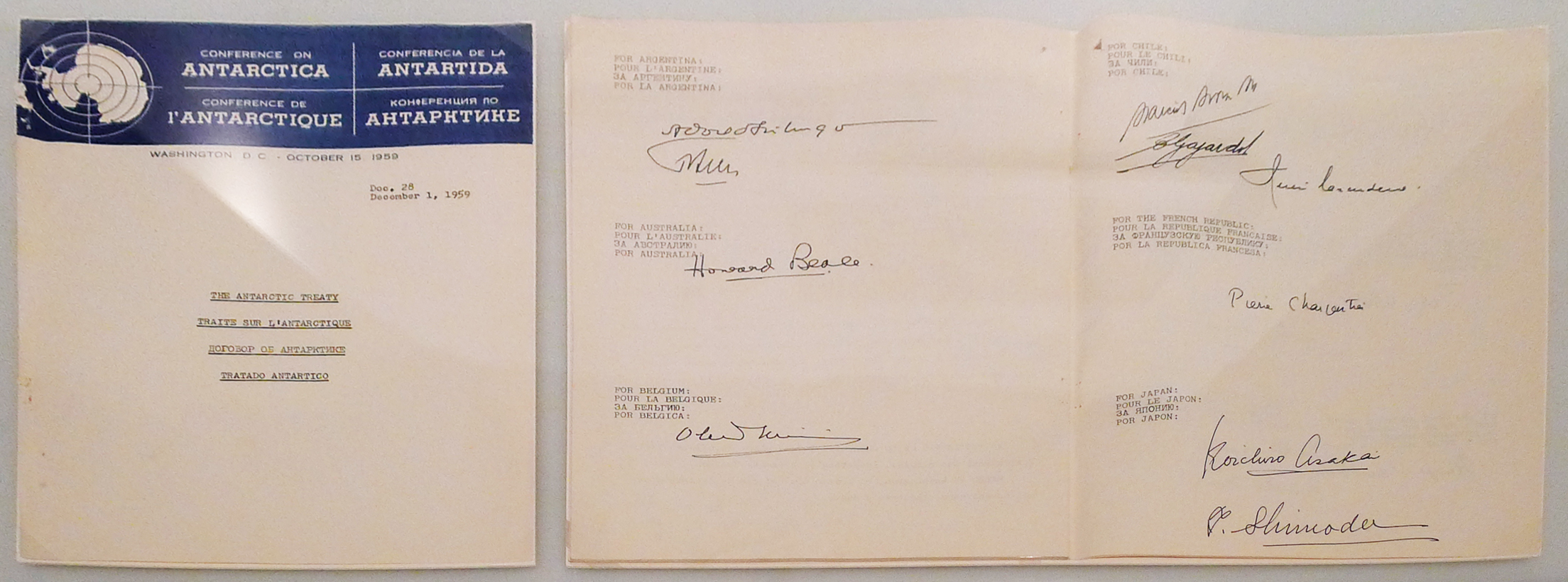
Antarktis-Vertrag von 1959. Eine der Originalabschriften. Die 12 Staaten, die den Antarktisvertrag im Dezember 1959 unterzeichneten, waren Argentinien, Australien, Belgien, Chile, Frankreich, Japan, Neuseeland, Norwegen, Südafrika, die UdSSR, das Vereinigte Königreich und die Vereinigten Staaten von Amerika.

Das Cultural Heritage Team pflegt und entwickelt im Namen Tasmaniens rund 200.000 Objekte aus der Geschichte des Landes (einschließlich Antarktis und Südpolarmeer).
Diese Sammlungen dokumentieren Ereignisse, Leben und Persönlichkeiten, die für Tasmanien von der Vergangenheit bis in die Gegenwart von Bedeutung sind.
- Dokumente und Archive
- Fotografien
- Waffen
- Archäologische Artefakte
- Numismatik und Philatelie (Münzen, Medaillen, Briefmarken)
- Technische Objekte
- Mündliche Überlieferungen

Zu den Höhepunkten des Museums zählen seltene Artefakte aus der Sträflings- und Kolonialzeit, Scrimshaw des 19. Jahrhunderts, umfangreiche Sammlungen medizinischer und pharmazeutischer Materialien sowie antarktisches Kulturgut. Die Fotosammlung des TMAG konzentriert sich auf tasmanische Bilder und Fotografen des 19. und frühen 20. Jahrhunderts und enthält die älteste erhaltene Daguerreotypie einer Straßenansicht Australiens (Murray Street 1848 von J. W. Newland). Historisch bedeutsames Material wie der Sträflingsbrief von Mary Walsh und die Aufzeichnungen der Polizeimagistrate werden in der Dokumentensammlung aufbewahrt. In der numismatischen Sammlung ist die Schenkung von Lord Talbot aus dem Jahr 1972 eine Sammlung von internationalem Rang.

### Tasmanisches Herbarium
Das Tasmanian Herbarium auf dem Sandy Bay Campus der University of Tasmania ist verantwortlich für die Entwicklung, Pflege und Verwaltung der botanischen Sammlungen Tasmaniens. Diese konservierten Pflanzenexemplare sind international als die weltweit umfassendste Sammlung der tasmanischen Flora anerkannt. Das Herbarium beherbergt mehr als 312.000 Pflanzenexemplare, wobei Blütenpflanzen die größte Gruppe bilden.
Die Exemplare sind der ständige materielle Beweis dafür, welche Pflanzen in Tasmanien vorkommen, ihre räumliche und zeitliche Verbreitung, ihre Variabilität und eine Fülle anderer Informationen. Sie sind auch das Rohmaterial für weitere Entdeckungen und Erkenntnisse über Tasmaniens einzigartige Flora.

### Zoologie

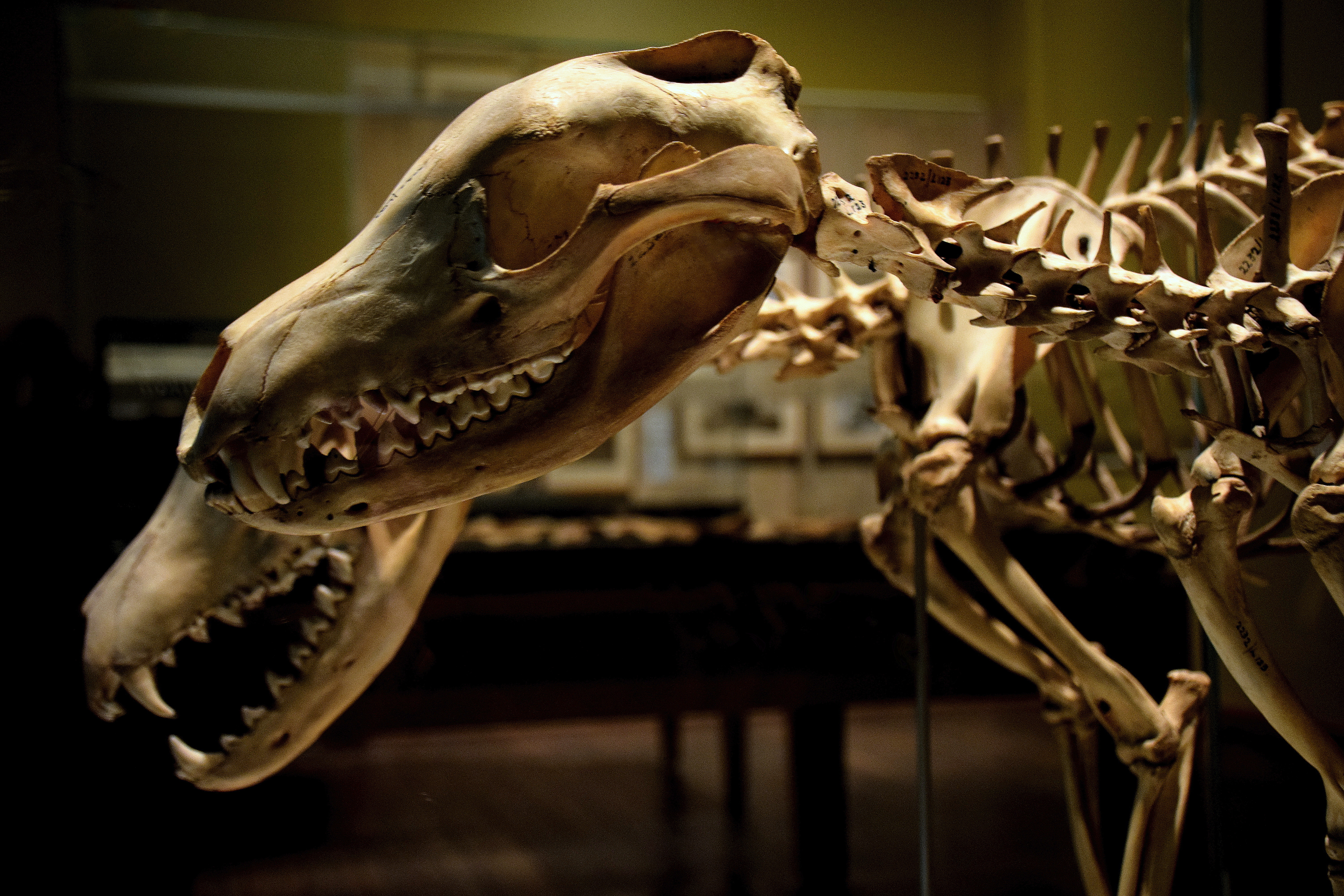
Skelette des Tasmanischen Tigers (Thylacine)

Die Zoologische Abteilung ist verantwortlich für die Entwicklung, Pflege und Verwaltung der zoologischen Sammlungen des Tasmanian Museum and Art Gallery (TMAG). Die Sammlungen repräsentieren mehr als 150 Jahre Museumserwerbungen und enthalten viele Exemplare von großer wissenschaftlicher und historischer Bedeutung. Sie sind in einer speziellen Einrichtung in Rosny untergebracht und umfassen mindestens 300.000 Exemplare. Sie sind normalerweise nicht öffentlich zugänglich, können aber nach Vereinbarung besichtigt werden. Ein wachsender Teil der Sammlungsstücke ist digitalisiert und kann online konsultiert werden.

### Tasmanian Colonial Decorative Arts 1803–1930
Eine Auswahl tasmanischen Kunsthandwerks aus der Kolonialzeit aus der Sammlung des Tasmanian Museum and Art Gallery. Aus stilistischen und nicht aus historischen Gründen wird die Kolonialzeit von der Gründung der britischen Kolonie 1803 bis 1930 definiert. Nach dieser Periode führte moderne Kommunikation, Industrialisierung und einem breiteren Spektrum an stilistischen Einflüssen dazu, dass sich Design und kulturelle Produktion in Tasmanien stärker an internationalen Entwicklungen orientierten.

## Organisation
Gemäß dem Tasmanian Museum and Art Gallery Act 2017 ist die TMAG eine Körperschaft des öffentlichen Rechts und ein Instrument der Krone, und der Vorstand der TMAG wird von der tasmanischen Regierung finanziell unterstützt. Alle Mitarbeiter sind Staatsbedienstete und die TMAG unterliegt den politischen und administrativen Rahmenbedingungen, die für die Regierungsbehörden Tasmaniens gelten. Der Minister für Künste ernennt die Vorstandsmitglieder und klärt die Verantwortlichkeiten durch eine ministerielle Erwartungserklärung.